# متعلق به شیطان
متعلق به شیطان (به انگلیسی: The Devil's Own) فیلمی است محصول سال ۱۹۹۷ و به کارگردانی آلن جی پاکولا است. در این فیلم بازیگرانی همچون هریسون فورد، برد پیت، روبن بلیدز، تریت ویلیامز، جرج هرن، میچل رایان، ناتاشا مک‌الهون، جولیا استایلز، سیمون جونز، دیوید اوهارا ایفای نقش کرده‌اند.

## داستان
«فرانکی مک گویر» (برد پیت) یکی از مخوف‌ترین تروریست‌های ایرلندی است که به آمریکا آمده تا اسلحه خریداری کند. او در این مدت در خانه «تام اومئارا» (هریسون فورد) زندگی می‌کند، که یک افسر پلیس است و هیچ چیز دربارهٔ هویت واقعی مهمانش نمی‌داند.